# مستوى الخدمة

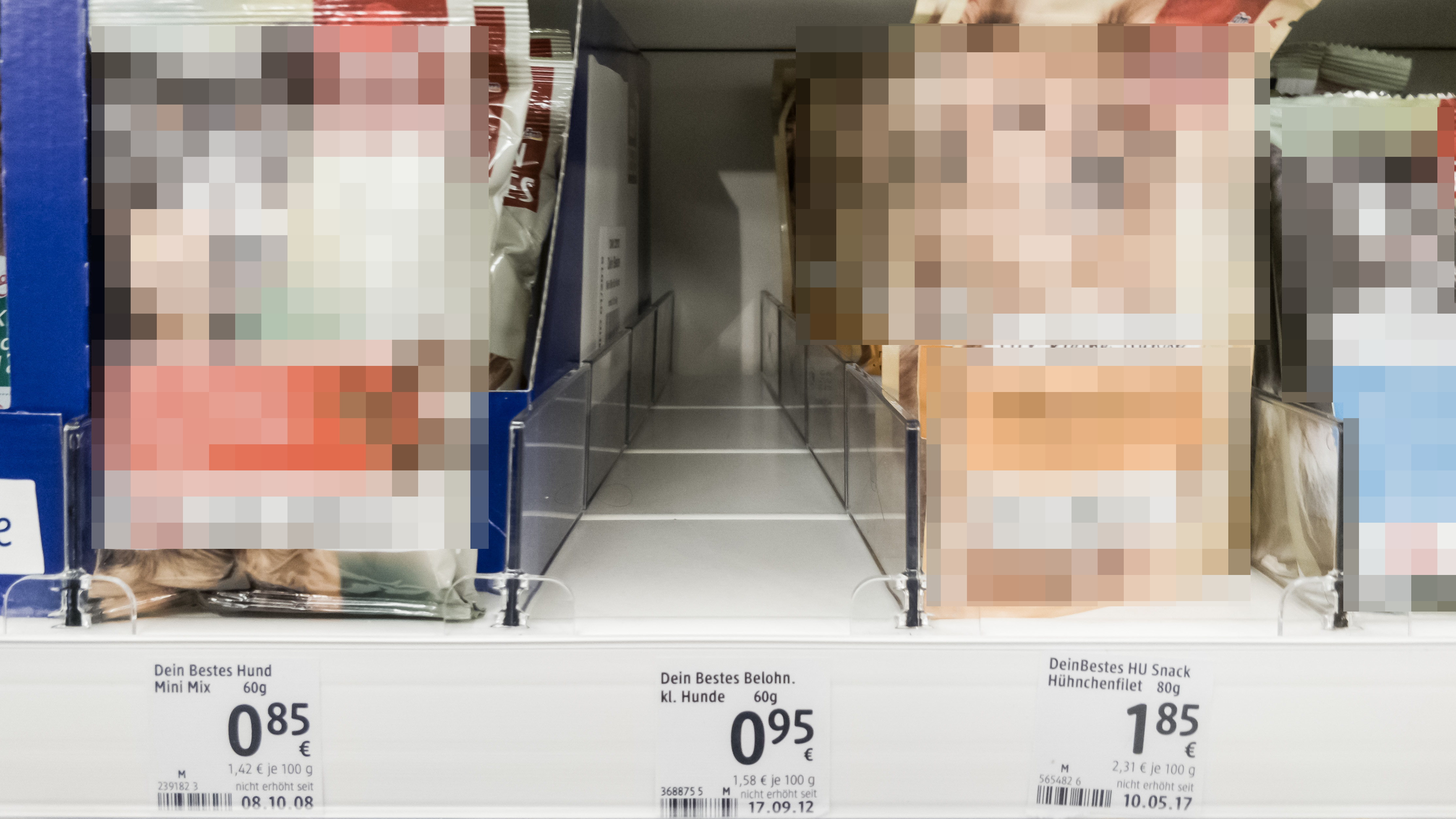

مستوى الخدمة (بالإنجليزية: Service level)‏ تهدف لقياس مدى نجاعة نظام معين، باعتماد معاير معرفة مسبقا، مثال:
- نسبة الاتصالات التي الإجابة عنها في مركز اتصال.[1]
- نسبة الحرفاء الذي انتظروا أكثر من مدة معينة.
- نسبة الحرفاء الذي تمت تزويدهم بمتطلباتهم.

## مواضيع ذات صلة
- اتفاق مستوى الخدمة